# Osiedle Młodych (Świdnica)
Osiedle Młodych – osiedle mieszkaniowe położone w północno-zachodniej części Świdnicy.
Dawniej tereny te nazywane były Schönbrunn. Budowę osiedla rozpoczęto ok. 1963 na terenach, gdzie od 1945 znajdował się poligon stacjonującej w Świdnicy Armii Czerwonej tzw. Północnej Grupy Wojsk. Początkowo powstawały bloki pięciokondygnacyjne, dopiero po wybudowaniu fabryki domów i zastosowaniu tzw. wielkiej płyty ok. 1974 zaczęto realizować wysokościowce. Równolegle powstawała infrastruktura oraz placówki oświatowe, handlowe oraz przychodnia lekarska. Obecnie jest to największe świdnickie osiedle mieszkaniowe zamieszkałe przez ok. 20.000 osób.